# Lijst van burgemeesters van Baflo
Dit is een lijst van burgemeesters van de voormalige Nederlandse gemeente Baflo in de provincie Groningen. 

In 1990 werden de gemeenten Adorp, Baflo en Ezinge bij de oude gemeente Winsum gevoegd tot de nieuwe gemeente Winsum.
| Ambtsperiode | Naam burgemeester                                    | Partij of stroming | Bijzonderheden |
| ------------ | ---------------------------------------------------- | ------------------ | --- |
| 1811 - 1821  | Luitje Luitjens Wiersum (of Wyrsum)                  |                    | overleden in 1822, maire en schout |
| 1821 - 1826  | Jan Cornelis Doornbosch                              |                    | overleden 9 mei 1826 |
| 1826 - 1832  | Menno (Menne Jans) Beukema (ook Beuckema of Beuckma) |                    | herbenoeming geblokkeerd omdat hij aan gouverneur Rengers begrip vroeg voor de boeren die weigerden mee te betalen aan de rijksgeldregeling (dekking kosten Tiendaagse Veldtocht) |
| 1832 - 1856  | Geugjen Bartelds Hopma                               |                    | tevens burgemeester van Winsum |
| 1856 - 1862  | Willem Georg Riekels                                 |                    | |
| 1862 - 1865  | mr. Jasper Ganderheijden                             |                    | was burgemeester van Grootegast, tevens burgemeester van Winsum |
| 1865 - 1903  | Jan (Pieters) Doornbosch                             |                    | ook Doornbusch |
| 1904 - 1910  | mr.dr. Hendrik verLoren van Themaat                  |                    | werd burgemeester van Velsen |
| 1910 - 1946  | jhr. Willem Frederik van Spengler                    |                    | |
| 1946 - 1958  | Dirk de Zee                                          |                    | was gemeentesecretaris van Baflo, werd burgemeester van Het Bildt |
| 1958 - 1979  | Jan Auko Bultena                                     | CHU / CDA          | werd burgemeester van Ten Boer |
| 1980 - 1986  | mr. Alphert Willem Jabes van Beeck Calkoen           | CDA                | werd burgemeester van Hengelo (Gld.) |
| 1986 - 1990  | Kees den Engelse                                     | CDA                | waarnemend burgemeester |